# چناق (کلیبر)
چناق یکی از روستاهای استان آذربایجان شرقی است که در دهستان آبش‌احمد بخش آبش‌احمد شهرستان کلیبر واقع شده‌است.
روستای چناق اواخر  حکومت قاجاریه توسط رستم خان تشکیل شد_ حدود یک قرن پیش_
این روستا که در اوایل چشمه های متعددی که داشت باعث شد که رستم خان که از چلبیان امده بود در انجا ماندگار شود همین امر سبب پایه ریزی روستایی به نام  چناق  شد _ علت نامگذاری روستا به این اسم مشخص نیست_
با گذشت زمان طوایفی از روستاهای چهار دانگه با مهاجرت به روستای چناق سبب افزایش تعداد خانوار در روستا شد با گذشت زمان و با گسترش چشمگیر جمعیت روستا به دلایلی اب چشمه ها قطع شد و مردم روستا برای تامین اب سختی زیادی را تحمل می کردند همین امر سبب مهاجرت افراد از این روستا به شهرهایی چون  تهران ، تبریز، پارس ابادو.... شد.
تقریبا در سال 1378 مردم این روستا از نعمت برق بهره مند شدند ولی بدلیل عدم کفایت لازم نماینده وقت منطقه، این روستا هیچ پیشرفتی نکرد و این روستا در مقایسه با پیشرفت زمان خیلی عقب افتاد. تا اینکه شخص فتحی پور به نمایندگی از طرف مردم منطقه به مجلس بهارستان راه یافت ، این شخص نه تنها علم لازم بلکه قدرت لازم را هم برای ابادانی منطقه داشت همین امر کافی بود تا روستاهای قره داغ رشد بسزایی داشته باشند. امیدواریم امور روستاها به همین منوال بگذرد.
اما کار اصلی مردم شریف و مهماندوست روستای چناق دامداری و کشاورزی هست در ضمن قالی بافی هنوز هم در این روستا انجام می شود که با گذشت زمان قالی بافی نقش کمرنگی در معاش خانوارها ایفا میکند.اغلب مردم در این روستا در زمین های خود گندم و جو و حتی عدس و نخود میکارند . حتی افرادی که از این روستا مهاجرت کردند و زمین زراعی در این روستا دارند  در فصل کاشت و برداشت به روستا برمیگردندو کارهای کشاورزی خود را انجام  میدهند.
این روستا یک درگیری طایفه ای را به خود دیده که در ان دو طایفه با هم درگیر شده و در آخر هر دو طایفه مجبور به ترک این روستا می شوند که طایفه حق شناس و باغیرت به رهبری سلطان احمدی و پسران آن از جمله قدیر احمدی و صدیر احمدی اکثرا در روستای لمه درق ساکن میشوند و طایفه دیگر به پارس آباد پراکنده میشود 
و همین امر سبب کاهش چشمگیر جمعیت روستا میشود.
اما مسئله تحصیل، دانش اموزان این روستا فقط تا ابتدایی می توانند در روستای خود به تحصیل بپردازند و برای ادامه تحصیل مجبورند به روستاهای اطراف بروند که این امر در فصل زمستان برای انهابه سختی امکان پذیر است ما امیدواریم مدرسه مناسب برای این روستا دایر گردد.